# Pokimane
Imane Anys (* 14. května 1996), známá jako Pokimane, je kanadsko-marocká online streamerka a youtuberka.
Proslavila se streamováním na platformě Twitch.tv. Vysílá zde videohry, převážně League of Legends a Fortnite. Patří mezi nejsledovanější streamerky na této platformě. Je spoluzakladatelkou sociální skupiny OfflineTV.

## Mládí
Narodila se 14. května 1996 v Maroku. Její rodiče byli akademici, kteří emigrovali do kanadského Quebecu. Vyrůstala v St. Catharines v Ontariu. Videohrám se začala věnovat na střední škole. Hrála převážně MapleStory a Endless Online, kde se zaměřila na přizpůsobení a socializaci s ostatními hráči. Studovala na McMasterově univerzitě, ale později studium přerušila, aby se mohla naplno věnovat kariéře streamerky.

## Kariéra

### Twitch
Účet na Twitchi si založila v červnu 2013.
V roce 2017 získala na platformě 450 000 sledujících, čímž se její účet zařadil mezi 100 nejsledovanějších. Ve stejném roce získala ocenění nejlepší Twitch streamerky roku na předávání cen Shorty Awards. Nejsledovanější byly její streamy videohry League of Legends.
V roce 2018 začala streamovat online videohru Fortnite. Setkala se s počátečním úspěchem, ale po čase se rozhodla videohru přestat vysílat, kvůli úpadku sledujících.
Její popularita stále vzrůstala, a proto jí Twitch považoval za jednu z předních osobností platformy. Následně se z ní stala ambasadorka Twitche. V březnu 2020 podepsala se společností Twitch víceletý exkluzivní kontrakt. Na konci roku 2021 byla zařazena na deváté místo nejsledovanějších osobností společnosti.
V roce 2021 byla zařazena do žebříčku Forbes 30 Under 30 v kategorii „Hry“.
Dne 8. ledna 2022 byl její účet v polovině vysílání seriálu Avatar: Legenda o Aangovi na 48 hodin suspendován na základě požadavku DMCA od společnosti ViacomCBS.
V únoru 2022 prodloužila svojí smlouvu se společností.
V lednu 2024 oznámila, že přestane streamovat na Twitchi. Kritizovala změny, které společnost v posledních letech provedla. Ve streamování však pokračovala.

### YouTube
Kromě streamování na platformě Twitch má také několik kanálů na YouTube. Jmenují se Pokimane, Pokimane Too, Pokimane VODS, Poki ASMR, imane a Don't Tell Anyone With Pokeimane.
Kanály obsahují sestříhané herní klipy ze streamů, herního obsahu, vlogů, podcastu a ASMR. Její poslední kanál imane se věnuje spíše osobním tématům a vlogům.
Rovněž byla spoluzakladatelkou a členkou kanálu OfflineTV.

## Filmografie

### Filmy
| Rok  | Název    | Role      | Poznámky | Reference |
| ---- | -------- | --------- | -------- | --------- |
| 2021 | Free Guy | Sama sebe | Cameo    | [ 23 ]    |

### Videoklipy
| Rok  | Název       | Umělec                   | Reference |
| ---- | ----------- | ------------------------ | --------- |
| 2021 | "Inferno"   | Bella Poarch a Sub Urban |           |
| 2021 | "Break Out" | MaiR                     |           |

## Ocenění
| Ocenění             | Rok  | Kategorie                   | Výsledek |
| ------------------- | ---- | --------------------------- | -------- |
| The Game Awards     | 2018 | Tvůrce obsahu roku          | Nominace |
| Shorty Awards       | 2018 | Twitch streamer roku        | Výhra    |
| Forbes 30 Under 30  | 2021 | Hry                         | Součástí |
| The Streamer Awards | 2022 | Nejlepší streamer Valorantu | Nominace |
| The Streamer Awards | 2022 | cena Legacy                 | Výhra    |
| Streamy Awards      | 2018 | Live Streamer               | Nominace |
| Streamy Awards      | 2020 | Live Streamer               | Nominace |
| Streamy Awards      | 2022 | Streamer roku               | Nominace |